# Happy ending
 Ikke at forveksle med ¿HAPPY ENDING?.
Happy ending er en dansk spillefilm fra 2018 instrueret af Hella Joof.

## Handling
Helle glæder sig vanvittigt meget til, at hendes arbejdsnarkoman af en mand, Peter, endelig går på pension, så de kan tage hul på livets efterår sammen. Hun har planlagt, hvordan de skal nyde livet og hinanden – og tage på nogle af de mange rejser, som Peter aldrig havde tid til. Men da han kommer hjem fra sin sidste arbejdsdag med den store overraskelse, at han nu skal til at være vinimportør og at han har investeret hele deres fælles opsparing i et østrigsk vinhus, tager livet en overraskende ny drejning. Helle og Peter går fra hinanden, og de begiver sig hver især ud på en hæsblæsende opdagelsesrejse med nye muligheder, problemer og drømme… Men kan man starte forfra efter 50 års ægteskab? Og kan man i det hele taget undvære hinanden?

## Medvirkende
- Birthe Neumann som Helle
- Kurt Ravn som Peter
- Marianne Høgsbro som Linda
- Charlotte Sieling som Trine
- Rikke Bilde som Nanna
- Benjamin Kitter som Carsten
- Claus Flygare som Claus
- Mette Munk Plum som Birgitte
- Kurt Dreyer som Jess
- Tammi Øst som Alice
- Emilie Koppel som Ida
- Emily Budde Madsen  som Sille